# 层别法
層別法（Stratification）也稱為分類法，分組法，是品質管理手法中的一種，是考慮資料的其他特徵或是規則，在記錄資料時一併記錄，後續統計或分析資料（例如製作散布圖、直方圖）時，即可依這些特徵或是規則，將資料分為不同的層，後續可以研究各層之間的差異。
在記錄人的資料時，同時記錄其性別、年齡範圍等資訊。在記錄有問題零件持，同時記錄其金屬、塑膠等材料資訊。後續分析時，就可以依這些分類將資料分為不同的「層」，分開進行分析，以得到更多的資訊。